# 沖縄県道243号高野西里線
沖縄県道243号高野西里線（おきなわけんどう243ごう たかのにしざとせん）は、沖縄県宮古島市平良東仲宗根添と平良西里とを結ぶ一般県道。通称、マクラム通り。

## 概要

### 区間
- 起点：宮古島市平良字東仲宗根添（沖縄県道83号保良西里線）[2]
- 終点：宮古島市平良字西里（国道390号）[2]
- 総延長：10.641km[2]
- 実延長：7.477km（2016年4月時点）[2]

### 通過自治体
- 宮古島市（宮古島）

### 交差する道路
- 沖縄県道83号保良西里線（起点・宮古島市平良西里）
- 沖縄県道78号平良城辺線（宮古島市平良西里）
- 沖縄県道190号平良新里線（宮古島市平良西里・平良下里、一部は県道78号と重複）
- 沖縄県道195号野原越七原線（宮古島市平良下里七原・県道190号と重複）
- 国道390号（宮古島市下地川満 - 平良久貝・終点）
- 沖縄県道192号平良久松港線（宮古島市平良西里・県道78号と重複）[3]。

### 重複路線
- 沖縄県道190号平良新里線（宮古島市平良西里盛加 - 平良下里七原）
- 国道390号（宮古島市下地川満 - 平良久貝）[3]

### 主要施設
- 高野漁港
- 宮古空港（宮古島市平良西里・下里）
- 宮古島地方気象台（宮古島市平良下里）
- 宮古公共職業安定所（宮古職安・ハローワーク宮古、同）
- 宮古運輸事務所（同）
- 宮古島市営球場（同）
- 日本年金機構平良年金事務所（同）
- 宮古毎日新聞（宮古島市平良西里）
- 那覇地方裁判所宮古支部（同）
  - 那覇家庭裁判所宮古支部
  - 宮古簡易裁判所
- 那覇地方検察庁宮古支部（同）
  - 宮古区検察庁
- 宮古島市役所（同）
- 平良港（終点）
  - 沖縄総合事務局平良港工事事務所

## 沿革
- 1994年（平成6年）3月 - 県道に指定される[2]。当時は高野川満線という路線名で、終点は下地町川満（現宮古島市下地川満）であった。
- 2003年（平成15年） - 1999年（平成11年）に開通した平良バイパスが国道390号に指定されたのに伴い、旧国道390号の平良市久貝（現宮古島市平良久貝）バイパス交点 - 平良港前の区間が県道へ降格、この路線の一部となるとともに、現路線名に改称する。

### 国道390号旧道区間
（宮古島市平良久貝 - 平良西里）
- 1953年（昭和28年）に平良市（現宮古島市平良）西里の平良港 - 宮古地方庁前（当時）が琉球政府道宮古漲水港線（のちに平良漲水港線となる）、同庁前 - 下地町（現宮古島市下地）与那覇が琉球政府道平良与那覇線にそれぞれ指定。1972年（昭和47年）の本土復帰と同時にそれぞれ県道となった。
- 1975年（昭和50年）に平良漲水港線全区間と平良与那覇線の宮古支庁前（当時） - 下地町上地間が国道390号に昇格（残る上地 - 与那覇間は県道与那覇上地線となる）
- 1999年（平成11年）に市街地を避けるバイパスが開通。それに伴い2003年（平成15年）に国道390号のルートがバイパスに移るとともに、これまでの国道が県道に降格して本路線の一部となった。